# Shadhiliyya
Shadhiliyya är en sufiorden med rötter i Nordafrika som grundades av mästaren Abu al-Hasan al-Shadhili (1175–1258). Den tillhör de mest inflytelserika sufiordnarna och är förbehållen personer med bevisad intellektuell begåvning. Shadhiliyya är nära förknippad med traditionen efter den andalusiske mästaren Ibn 'Arabi (kallad shaikh al-akbar, "den störste mästaren" av muslimer och Doktor Maximus i det kristna Europa). Ordens medlemmar är ofta ansedda personer inom den intellektuella eliten. 
Shadhiliyya fick sin spridning främst i Nordafrika, huvudsakligen Egypten, Marocko, Algeriet, Tunisien samt i Syrien och Libanon. Den svenske målaren Ivan Aguéli (Abdulhadi al-Maghribi) och den franske metafysikern René Guénon (Abd Al-Wahid Yahya) invigdes båda i denna orden i början av 1900-talet. Prominenta medlemmar av svensk härstamning har också varit den konservative skriftställaren Tage Lindbom, diktaren Kurt Almqvist och hans diplomat-bror Karl Fredrik Almqvist. Bland ordens nutida mästare kan nämnas  Seyyed Hossein Nasr, Hazim Abu Ghazaleh och Nuh Keller.
Liksom hos alla sufiordnar överförs den ursprungliga andliga välsignelsen (baraka) från mästare till lärlinge i en oavbruten kedja (silsila) som går tillbaka till profeten Muhammed, som i sin tur fick den genom ärkeängel Gabriel. Ordens lärjungar utvecklar sig genom teoretiska studier och praktiska övningar, främst dhikr och hadhra, med syfte att uppnå en närhet till och i slutändan förening med det Gudomliga. Läran om människans andliga hjärta (qalb) och övriga andliga organ (lataif) har en central betydelse inom orden.

## Andliga tekniker
Mästaren Abu al-Hasan al-Shadhili påbjöd att ordens lärjungar skulle praktisera tidebönen (salat), gudsåkallan (dhikr), fasta, läsning av Koranen, att vända bort sin lägre själ från begär samt att påbjuda det goda och arbeta mot det onda. Shadhiliyya använde sig även av avskildhet (khalwa) i andligt syfte, men mer restriktivt än andra ordnar och betonar det främst för dem i slutet av den andliga vägen även om det accepteras också av noviser. För de utvalda, som älskar isoleringen ger den en möjlighet till intima samtal (munajat) med Gud.

## Grundtexter
Av alla Abu al-Hasan al-Shadhilis texter är Hizb al-bahr den mest berömda och den som historiskt sett fått störst genomslag både tack vare sin korthet och för sin påstått mystiska kraft, och den spreds tidigt även utanför orden. Den består mest av Korancitat med i början inlagd egen text. Syftet med att recitera Hizb al-bahr är att havet inte ska skada dem som åker på det och den användes främst av resande över Röda havet till Mecka. Det finns också en djupare betydelse av att säkerhet ska råda varhelst den reciteras. al-Shadhili ska ha fått den direkt från profeten Muhammed med orden "Vakta den ty den innehåller Guds största namn (al-Ism al-A'zam)". Vad denna term egentligen betyder är en aning oklart. I en annan bön säger al-Shadhili: 
| ” | Bevilja mig Ditt största namn som gör att inget på jorden eller i himmelen kan skada en. Ge mig en av dess hemligheter som gör att inga synder kan skada en. Tilldela mig från det ett medel så att alla hjärtats behov, alla själens behov och alla kroppens behov uppfylls. Inordna mina namn under Dina namn, mina egenskaper under Dina egenskaper så att jag kan erhålla trygghet i borttagandet av klander, nedsändandet av Gudomlig uppskattning och uppenbarandet av Din trofasthet. | „ |

Även om känslan här är att Guds största namn är ett yttre namn som inte är känt av alla brukar man tolka det som Allah, eftersom detta står som namn på Gud själv (Hans väsen) och inte på någon av Hans egenskaper. Lärjungen ska eftersträva att i sina egenskaper efterlikna Guds egenskaper, men al-Shadhili går här ett steg längre och säger att man ska eftersträva efterliknandet av Guds väsen, det som Gud är men som inte kan uttryckas med ord.